# Eleutherococcus higoensis
Eleutherococcus higoensis là một loài thực vật có hoa trong Họ Cuồng cuồng. Loài này được (Hatus.) H.Ohba mô tả khoa học đầu tiên năm 1999.